# Služebník lidu
Služebník lidu (ukrajinsky Слуга народу, rusky Слуга народа, česky také Sluha národa) je ukrajinská politická strana založená v březnu 2018. Název strany byl zvolen podle populárního stejnojmenného televizního seriálu televizní společnosti Kvartal 95. Předsedou strany je Ivan Bakanov, právník společnosti Kvartal 95.
V ukrajinských prezidentských volbách 2019 za stranu Služebník lidu úspěšně kandidoval herec Volodymyr Zelenskyj, který v satirickém televizním seriálu Sluha národa představuje lidového prezidenta Holoboroďka a v kampani před volbami využíval obrovskou popularitu seriálu.
V ukrajinských parlamentních volbách 2019 strana zvítězila se ziskem 43,12 procent a získala tak většinu 253 mandátů ze 450 v ukrajinském parlamentu.

## Volební výsledky

### Parlamentní volby
| Volby | Hlasů     | %     | Mandátů | Pozice |
| ----- | --------- | ----- | ------- | ------ |
| 2019  | 6 101 472 | 43,12 | 253     |        |

### Prezidentské volby
| Volby | Kandidát            | 1. kolo   | 1. kolo | 2. kolo    | 2. kolo | Výsledek |
| Volby | Kandidát            | Hlasy     | %       | Hlasy      | %       | Výsledek |
| ----- | ------------------- | --------- | ------- | ---------- | ------- | -------- |
| 2019  | Volodymyr Zelenskyj | 5 714 034 | 30,24   | 13 541 528 | 72,22   | zvolen   |